# Noah Young
Noah Young Jr. (2 de febrero de 1887 – 18 de abril de 1958) era un actor y campeón de halterofilia.

## Biografía
Young nació  en Cañon City, Colorado, hijo de Noah Young, quién provenía de una familia de mineros de carbón en Lancashire, Inglaterra. Presuntamente fue amigo de William F. Cody. Su madre era Mary Anson, también de origen inglés.
Young se unió a Hal Roach y su productora como actor especializado en villanos cómicos. Trabajó con Laurel y Hardy en varias comedias pero destacó más junto a Harold Lloyd, a quien apoyó en más de 50 películas.  Young murió en Los Ángeles, California.

## Filmografía seleccionada
- The Non-Stop Kid (1918, Cortometraje)
- Kicking the Germ Out of Germany (1918, Cortometraje)
- Two Scrambled (1918, Cortometraje)
- Bees in His Bonnet (1918)
- No Place Like Jail (1918, Cortometraje)
- Nothing But Trouble (1918, Short)
- Just Rambling Along (1918, Short) - Policía
- Hear 'Em Rave (1918), Cortometraje)
- She Loves Me Not (1918, Cortometraje)
- Do You Love Your Wife? (1919, Cortometraje) - Policía
- Wanted – $5,000 (1919, Cortometraje)
- A Sammy in Siberia (1919)
- Billy Blazes, Esq. (1919)
- Chop Suey & Co. (1919)
- Be My Wife (1919)
- He Leads, Others Follow (1919)
- Soft Money (1919)
- Captain Kidd's Kids (1919)
- From Hand to Mouth (1919)
- I Do (1921)
- Marinero de agua dulce (1921)
- Zeb vs. Paprika (1924)
- The Cat's-Paw (1934) - Brazo Fuerte (sin acreditar)
- The Fixer Uppers (1935, Short) - Cantinero en el Café des Artistes (sin acreditar)
- Vagabond Lady (1935) - Hombre en alcantarilla (sin acreditar)
- Bonnie Scotland (1935) - Miembro del Cuarteto Highland (sin acreditar) (último papel en películas)